# 砧 (能)

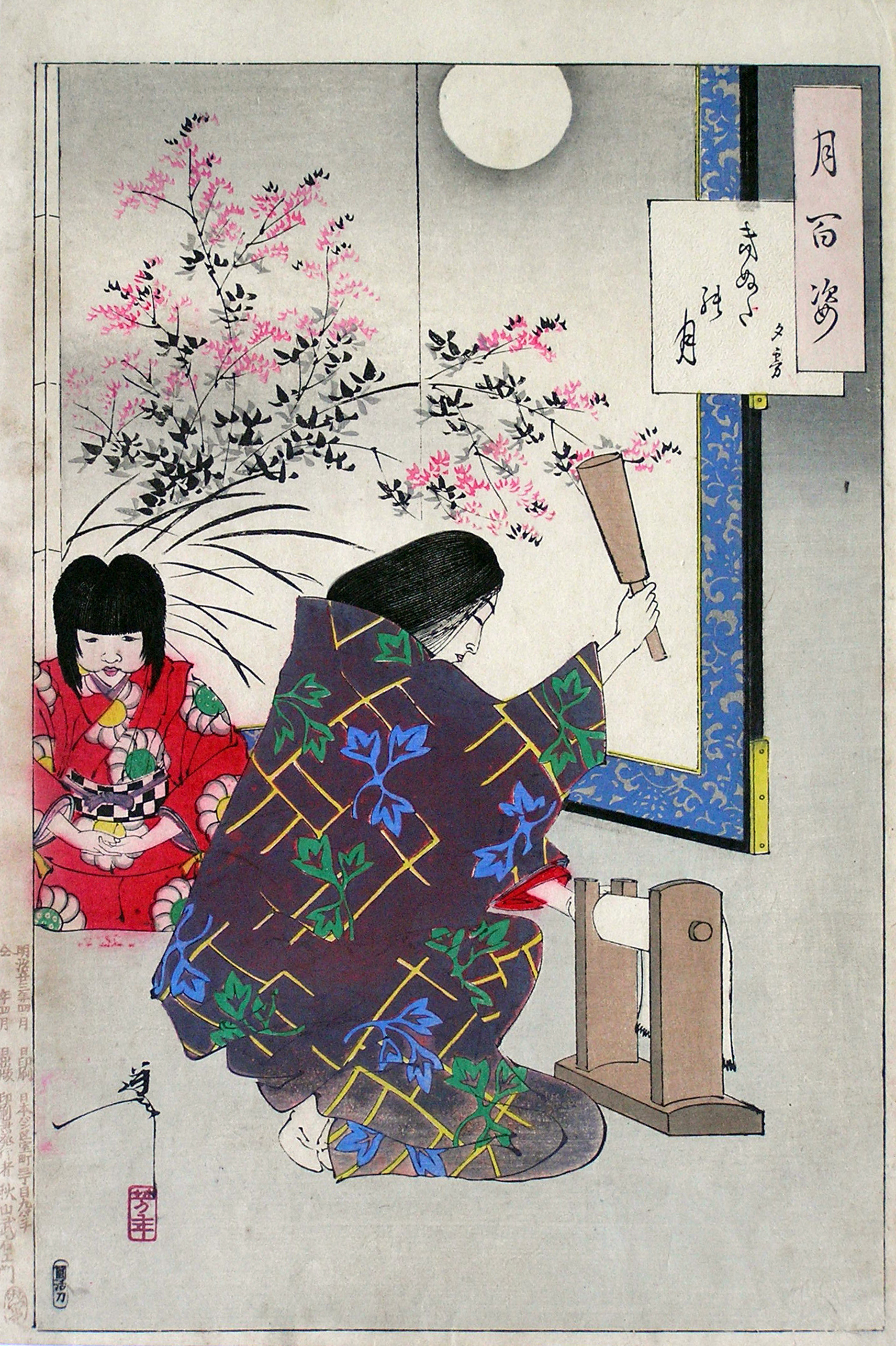
『砧』（月岡芳年『月百姿』）

『砧』（きぬた）は、世阿弥作といわれる能楽作品。成立は室町時代。『申楽談儀』に曲名が出ており『糺河原勧進猿楽記』には音阿弥による上演記録がある。夫の留守宅を守る妻の悲しみが描かれており、詞章、節づけともに晩秋のものがなしさを表現して、古来人々に好まれてきた能である。
なお、タイトルの「砧」とは木槌で衣の生地を打ってやわらかくしたり、つやをだしたりする道具のこと。この作品では、女主人公が砧を打つことが情念の表現になっている。

## 後世への展開
秋の扇とともに、砧という「モノ」は、忘れられた女性の寂しさと、忘れ去った者に対する恨みを表徴する。この作品はその表徴を早い時期にだしてきたもので、後年、箏曲「砧」などに発展してゆく。また俳句の秋の季語としても、「砧」「砧打つ」などがもちいられる。これは直接には砧という道具、あるいは砧を打つ行為であるが、その背後にこの能の情趣が当然に想起されるものとして使用される。
この「砧」を素材として、作曲家大栗裕が1960年代に「擣衣(とうい)」というソプラノとピアノと鼓のための作品を書いている。後に指揮者朝比奈隆の強い勧めによってソプラノと管弦楽のための作品へと改訂され、1969年の「大阪の秋」国際現代音楽祭で演奏されている。

## 作品構成
通常、「複式夢幻能」では、まずいわくありげな人物が登場し、前段のおわりでそれが亡霊であったことが判明、後段でさきほどの人物が、生前をおもいおこさせるような姿になってでてくる。砧はそれらとは異なり、冒頭の登場時点では生きている女主人公が、前段のおわりで亡くなってしまい、後半で亡霊になってあらわれるという構成をとる。生きた人間のドラマをあつかう「現在能」と、「複式夢幻能」を複合したような形式である。
（注:cite 要素内の文章 <通常は斜体で表示される> でしめした部分は、謡曲本文の引用である。なお引用にあたってはおもに参考文献にあげた『謡曲大観』を参照しているが、読解の容易から適宜漢字変換、句読点を追加した）

### 前段
【登場人物】
- 前シテ 芦屋何某（なにがし）の妻
- ツレ 芦屋何某の侍女 夕霧
- ワキ 筑前芦屋の住人 芦屋何某

都にいる芦屋何某が、侍女夕霧をよんで「訴訟のため都にいるが、こちらにきてすでに三年もたってしまった。ずいぶん長い間故郷を留守にしている。この年末には筑前芦屋（現在の福岡県遠賀郡芦屋町一帯の地域）に帰るから、さきにかえって妻にそのことを伝えてきなさい。」と命じる。夕霧はその命をうけて九州へ旅立つ。筑前の国芦屋の里につき、何某の邸で案内を請うと、橋懸（はしがかり）から、何某の妻が登場する。妻は、夕霧なら人をとおして案内を請う必要はない。こちらへきなさいと招き入れる。そして長年音信のなかった恨みをうったえる。夕霧は帰ってきたかったのだが、宮仕えでひまがなくて心外にも三年間都に滞在したと述べる。妻は、人目も草も枯れ果てた田舎暮らしのつらさを訴え、地謡（コーラス）がその妻の心を「思い出だけが残り、昔のことはあとかたもなく変わってしまったのだ。人の世に偽りというものがなければ、言葉というのは嬉しいものだが、すぐ帰るという夫の言葉を頼りに待つ私の心はおろかな心だ。」と謡う。
そこに、砧を打つ音がきこえてくる（舞台では鼓での演奏）。妻が「なんの音でしょう」と問うと、夕霧は「里人が砧を打つ音です。」と答える。妻は「昔、中国の蘇武という人が、異民族の国におきざりにされたとき、古里の妻子は夫のいるところの夜の寒さを案じて、高楼にのぼって砧を打ったといいます。万里をはなれてその音が蘇武の耳にとどいたそうです。それは妻子の志がしっかりしていたからです。わたしも、さみしい気持ちを砧に託して心をおちつかせましょう。」と言う。夕霧は「砧などというものは身分の低いものが打つものですが、お心がなぐさむのでしたら、私が用意しましょう。」と、後見がもちだしてきた砧の作り物の前に座り、両人「思ひを述ぶる便りとぞ、恨みの砧、打つとかや」と謡いつつ、砧を打つ。
砧を打つにしたがって、妻の感情がたかまっていき、地謡も参加して詩情深い詞章とともに、妻が舞いはじめる。
「西より来る秋の風の吹き送れと間遠の衣打たうよ（いまは秋、飽きられた女のところから、遠い都に、西風をおくれとばかり、砧をうとう）」
「わが心かよひて人に見ゆるならば、その夢を破るな破れてのちはこの衣、たれかきても問ふべき （私の心が夫のもとに通じて、夫が夢をみるなら、夢よやぶれないでくれ、破れたならこののちは、この衣をだれが着るだろう）」
「夜嵐 悲しみの声、蟲の音、まじりておつる露涙、ほろほろはらはらはらと いづれ砧の音やらん （夜の嵐、悲しみの声、蟲のなく声、それらがまじりあって落ちる涙 ほろほろはらはら どれが涙の音か、砧の音か…）」
舞いながら悲しみが最高潮に達したとき、侍女夕霧が立ち上がり、伝言をきいてきた体（てい）で、「なんといえばよいでしょう。いま都からこの年の暮れにもお帰りにならないと知らせがまいりました。」と伝える。シテは「ああせめて年の暮れにはと、自分の苦しい心をいつわってまっていたのに、あの方はもうほんとうに心変わりしてしまわれた。」といい、病の床にふせって、やがて息たえてしまう。

### 間狂言
【登場人物】
- アイ 芦屋の何某の家来

芦屋何某の家来が登場。口上を述べる。「芦屋の何某殿は、訴訟で都にのぼられ三年になる。故郷のことが心配でも帰ることがおできにならない。そこで夕霧という侍女をつかわし、この年末には必ず帰ると伝えさせたので、奥様もおよろこびになった。待ちかねておられる心を少しでもなぐさめようと、里の女たちが打つ砧を夕霧とふたりで打っておいでであった。そうして元気づけていたのだが、都からこの暮にも帰れなくなったというお知らせがとどき、女心のはかなさ、さては夫は心変わりしたかと、まともでないようなこともおおせられ、ついになくなってしまわれた。それを聞かれて都の殿は、さっそくお帰りになり、お嘆きは大きかったが、返らぬことなので、奥様がいまわの際までうっていた砧をたむけられ、お弔いなさる。みなみなご弔問に参れ。」そういいひろめて、退場する。

### 後段
【登場人物】
- 後シテ 芦屋何某の妻の亡霊
- ワキ 筑前芦屋の住人 芦屋何某
- ワキツレ 芦屋何某の太刀持

芦屋の何某が太刀持とともに登場「ああかわいそうなことだった。三年すぎてしまったことをうらんで、ついに永遠のわかれとなってしまったではないか。梓弓を鳴らして死んだ人の言葉をきこう。」と合掌すると、橋懸から妻の亡霊が登場する。このとき亡霊（後シテ）は、泥眼という面をかけ、白い装束をまとい、杖をもった憔悴した姿である。「三途の川にしずんでしまったはかない身」と謡いだし「邪淫の業がふかいのか、安んじて待つことをしなかった罪で、うてやうてやと報いの砧 と地獄でむちうたれております。ああ、生前の妄執がうらめしい。」と訴える。地謡は「責められて叫んでも声はでず、砧の音もきこえず、呵責の声のみがきこえる。」と因果の妄執のおそろしさを謡う。
妻の亡霊は呵責の声に耳をふさぎ、「恨みは葛の葉の」と舞いはじめる。「執心のさまをおみせするのもはずかしい。愛するあなたと二世をちぎってもなおたりず、千代先までもと願ったのに、それを無になさったそらごと、それが人の心でしょうか。」と夫につめよる。「烏(カラス)などという大うそをつく鳥もこれほどのうそはつかないはず。草木、鳥獣でも心はあるでしょう。蘇武という人は雁に手紙をつけて万里をへだてた古里に送ったそうです。愛する心が深かったからでしょう。あなたはどうでしょう。夜寒の砧をうったのに、うつつにも夢にも、思い出してくれたでしょうか。恨めしいこと。」とさめざめと泣く。夫が合掌すると、妄執がはれ、シテは晴れやかに舞う。地謡によって「法華読誦の力にて、幽霊まさに成仏の道明らかになり（中略）打ちし砧の声のうち、開くる法の華心、菩提の種となりにけり （法華経の力で成仏の道が明らかになった。砧をうつ声のなかで法華経の華が開いたのだ。それが菩提の種となったのだ）」と謡われ、シテが成仏したところで能は終わる。